# 碧流河镇
碧流河镇，是中华人民共和国新疆维吾尔自治区昌吉回族自治州奇台县下辖的一个乡镇级行政单位。
2014年，新疆维吾尔自治区人民政府批复同意撤销碧流河乡建制，设立碧流河镇。

## 行政区划
碧流河镇下辖以下地区：
南沟村、西戈壁村、永丰渠村、皇宫村、塘坊门村、洞子沟村和东戈壁村。